# Banglarangan
Banglarangan is een bestuurslaag in het regentschap Pemalang van de provincie Midden-Java, Indonesië. Banglarangan telt 3207 inwoners (volkstelling 2010).